# Божићна чарапа
Божићна чарапа је празна чарапа или торба у облику чарапе која се веша на Никољдан или Бадње вече како би Свети Никола (или сродне фигуре Деда Мраза и Божић Бате) могао да је напуни малим играчкама, слаткишима, воћем, новчићима или другим малим поклони кад стигне. Ови мали предмети се често називају пунила за чарапе. Сматра се да традиција божићне чарапе потиче из живота Светог Николе. У неким божићним причама садржај божићне чарапе су само играчке које дете добија на Божић од Деда Мраза; у другим причама (и у традицији) неки поклони су такође умотани у папир за паковање и стављени испод јелке. Традиција у западној култури прети да ће дете које се лоше понаша током године добити само парче или гомилу угља. Неки чак стављају божићну чарапу уз своје кревете како би је Деда Мраз могао напунити поред кревета док спавају.

## Историја
Претпоставља се да порекло божићне чарапе потиче из живота Светог Николе. Иако не постоје писани подаци о пореклу божићне чарапе, постоје популарне легенде које покушавају да испричају историју ове божићне традиције. Једна таква легенда има неколико варијација, али следећи је добар пример: сељани говоре о девојкама. Свети Никола је желео да помогне, али је знао да старац неће прихватити доброчинство. Одлучио је да помогне у тајности. По мраку је кроз отворен прозор бацио три вреће злата, а једна је пала у чарапу. Када су се девојке и њихов отац следећег јутра пробудили, пронашли су вреће са златом и били су, наравно, пресрећни. Девојке су могле да се удају и живе срећно до краја живота. Друге верзије приче кажу да је свети Никола бацио три вреће злата директно у чарапе које су биле обешене уз камин да се осуше.
То је довело до обичаја да деца вешају чарапе или стављају ципеле, нестрпљиво очекујући поклоне Светог Николе. Понекад се прича о златним куглицама уместо врећицама злата. Због тога су три златне куглице, понекад представљене као поморанџе, један од симбола Светог Николе. И тако, свети Никола је дародавац. Отуда потичу и три златне куглице које се користе као симбол залагаоница.
Због традиције која је првобитно започела у европским земљама, деца су једноставно користила једну од својих свакодневних чарапа, али на крају су у ту сврху створене посебне божићне чарапе. Ове чарапе се традиционално користе на Никољдан, мада су почетком 1800-их почеле да се користе и на Бадње вече.
Неутемељена тврдња је да је обичај божићних чарапа изведен из германске/скандинавске фигуре Одина. Према Филис Сифкер, деца би чизме, напуњене шаргарепом, сламом или шећером, стављала близу димњака како би Одинов летећи коњ Слипнир могао да једе. Один би наградио ту децу за љубазност замењујући Слипнирову храну поклонима или слаткишима. Та пракса је, тврди она, преживела у Немачкој, Белгији и Холандији након усвајања хришћанства и повезала се са Светим Николом као резултат процеса христијанизације. Ова тврдња је сумњива, јер не постоје записи о поступцима пуњења чарапа који се односе на Одина, све док није дошло до стапања Одина са Светим Николом. Свети Никола се раније спајао са култом баке у Барију у Италији где је бака стављала поклоне у чарапе. Овај комбиновани Свети Никола касније ће путовати на север и стопити се са култовима Одина.
Данас продавнице доносе велику разноликост стилова и величина божићних чарапа, а божићне чарапе су такође популарни домаћи занат. Многе породице креирају сопствене божићне чарапе са именима сваког члана породице које се примењују на чарапе, тако да ће Деда Мраз знати која чарапа припада којем члану породице.